# Caylloma
Caylloma (auch Cailloma) ist eine Siedlung 53 km nordnordwestlich der Provinzhauptstadt Chivay in der Provinz Caylloma in der Region Arequipa im Süden Perus.

## Geschichte
Die Siedlung wurde durch ein Erdbeben im Jahr 1917 fast vollkommen zerstört. Sie hatte um 1925 etwa 1000 Einwohner und war ursprünglich die Hauptstadt der Provinz Cailloma. Aufgrund der Höhenlage von 4377 Metern ist das Klima das ganze Jahr über sehr kalt.
Die Bevölkerung war um 1925 fast ausschließlich indianisch. Die einzig nennenswerten Möglichkeiten für Erwerbstätigkeit bestanden in dieser Zeit bei der Cailloma Mining Co.
Im Jahr 1993 lebten 56 Einwohner in der Siedlung Caylloma.

## Bergbau
Der Caylloma-Epithermaldistrikt im tertiären Vulkangürtel im Süden Perus ist reich an Silbererzen und anderen Erzen, die seit der Inkazeit mit Unterbrechungen abgebaut wurden, um insgesamt über 2835 t (100 Mio. Unzen) Silber zu produzieren. Die intermediäre Sulfidierungsmineralisierung ist in Adern vorhanden, die in andesitischem Vulkangestein und pyroklastischem Vulkangestein aus dem Miozän liegen, mit geringen Erzvorkommen im darunter liegenden gefalteten jurassischen Sedimentgestein.
Es gab in der Gegend mehrere historische Rennöfen bzw. Hüttenwerke, z. B. bei der vor-spanischen Siedlung Qqena (Ccena, 15°29'47"S, 71°24'30"W) und La Fundicion (Callalli, 15°31'45.0"S, 71°24'27.0"W) aus der Kolonialzeit.

### Compañía Èxplotadora de Cailloma Consolidada
Die wichtigsten Minen wurden um 1925 von der Compañía Èxplotadora de Cailloma Consolidada, einem chilenischen Unternehmen, ausgebeutet, deren Grundstücke sich auf einer Höhe von etwa 4250 m etwas südlich der Stadt Cailloma befanden. Das Unternehmen hatte zwar eine Autostraße zum Bahnhof von Sumbay (⊙) gebaut, aber der größte Teil der Minenproduktion wurde aber auch danach noch mit Maultieren oder Lamas transportiert.
Silber- und Kupferkonzentrate waren die Hauptprodukte. Das Unternehmen betrieb 5 Kilometer südlich des Dorfes Cailloma in San Ignacio eine kleine Zentrier- und Zyanidanlage, in der um 1925 etwa 150 Männer beschäftigt waren. Diese Minen wurden während der Kolonialzeit ausgiebig betrieben. Der reichste Schacht war der von San Cristobal.
Das Erz wurde in kleinen Wagen befördert und nach der Zerkleinerung über eine 500 m lange Materialseilbahn zum oberen Endbahnhof einer Feldbahn mit einer Spurweite von 600 mm transportiert. Diese Strecke war 12 km lang und führte bis zur Anlage in San Ignacio, die eine Kapazität von 100 Tonnen Erz pro Tag hatte.
Zur Erzaufbereitung wurden die Verfahren des Klassierens und der Flotation angewandt. Es wurden zwei kleine Wasserkraftwerke gebaut. Die Methoden und Ausrüstungen waren ziemlich modern und um 1925 die einzige Entwicklung dieser Art im Department.

### Hochschild Mining und Fortuna Silver Mines
Die Compania Minera Arcata, S.A. (CMA), eine hundertprozentige Tochterfirma der Hochschild Mining plc erwarb 1981 die Rechte im Bergbaugebiet Caylloma. Im Juni 2005 übernahm Fortuna Silver Mines Inc. 100 % der Anteile im Bergbaugebiet Caylloma mit Mineralrechten für 64 Bergbaukonzessionen mit einer Gesamtfläche von 30.229 Hektar. S. 25 Im Jahr 2020 produzierte die Mine im Untertagebau 27,5 t Silber, 116 kg Gold, 20.684 t Zink und 84 t Blei (0,97 Mio. Unzen Silber, 4.109 Unzen Gold, 45,6 Mio. Pfund Zink und 29,6 Mio. Unzen Blei). In den Monaten August bis Oktober 2021 konnte das Bergwerk die Produktion um 31 % (Silber), 12 % (Gold), 21 % (Zink) und 23 % (Blei) gegenüber dem dritten Quartal 2020 steigern. Das Unternehmen vereinbarte daraufhin eine freiwillige Zahlung von 2,2 Millionen Soles (0,5 Mio. €) pro Jahr an die Gemeinde Caylloma, um soziale Entwicklungsprogramme umzusetzen.
Heute werden unter und über Tage drei batteriebetriebene Lokomotiven und drei Elektrolokomotiven (Trolley) eingesetzt. S. 125 

## Flora und Fauna
Die Gegend ist bekannt für ungewöhnliche Echsen und Säugetiere. Karl Patterson Schmidt, sein Sohn John Schmidt und Colin C. Sandborn vom Chicago Natural History Museum unternahmen daher 1839 eine Expedition nach Cailloma, um dort, vergeblich, nach zwei Nagetieren zu suchen, die um 1900 von einem englischen Sammler im Cailloma Valley gefunden worden waren und im British Museum ausgestellt wurden: die Coffee Rat (Chinchillula) und die kleine Chocolate Mouse (Akodon pulcherrimus bzw. Abrothrix jelskii).